# 20:20 Vision
20:20 Vision est un label de musique électronique britannique créé en 1995 par Ralph Lawson.
20:20 Vision a édité des artistes tels que The Youngsters, Crazy Penis, Llorca, Maya Jane Coles.